# Miasta otwarte Chińskiej Republiki Ludowej
Miasta otwarte – miasta w Chińskiej Republice Ludowej, decyzją władz otwarte dla kapitału zagranicznego.

## Charakterystyka
Decyzję o utworzeniu miast otwartych władze ChRL podjęły w maju 1984, w ramach kontynuacji polityki otwarcia Chin na świat i reform gospodarczych. Miasta otwarte, podobnie jak specjalne strefy ekonomiczne miały być otwarte dla inwestycji zagranicznych, jednak bez odrębności administracyjnej i celnej, a także z nieco mniejszymi uprawnieniami dla kapitału obcego niż w SSE.
W 1984 na wschodnim wybrzeżu Chin utworzono 14 miast otwartych: Dalian, Qinhuangdao, Tiencin, Yantai, Qingdao, Lianyungang, Nantong, Szanghaj, Ningbo, Wenzhou, Fuzhou, Kanton, Zhanjiang i Beihai. Wkrótce w miastach tych, celem usprawnienia ich funkcjonowania, zaczęto wydzielać strefy rozwoju ekonomicznego i technologicznego.
W 1988 OZPL zatwierdziło projekt sekretarza generalnego KC KPCh Zhao Ziyanga, zgodnie z którym status miasta otwartego otrzymały wszystkie miasta położone na półwyspie Liaotung, prowincji Hebei (wraz z miastami wydzielonymi Pekin i Tiencin), półwyspie Shandong, delcie Jangcy i Rzeki Perłowej, trójkącie Xiamen-Zhangzhou-Quanzhou i w regionie autonomicznym Kuangsi.
W 1992 Rada Państwa podjęła decyzję o nadaniu statusu miasta otwartego wszystkim stolicom prowincji i regionów autonomicznych, a także szeregowi miast nadgranicznych.